# Palau na Mistrzostwach Świata w Lekkoatletyce 2011
Palau na Mistrzostwach Świata w Lekkoatletyce 2011 reprezentowane było przez dwoje zawodników.

## Występy reprezentantów Palau

### Mężczyźni

#### Konkurencje biegowe
| Konkurencja   | Zawodnik       | Preeliminacje | Preeliminacje | Eliminacje | Eliminacje | Półfinał | Półfinał | Finał    | Finał   |
| Konkurencja   | Zawodnik       | Rezultat      | Pozycja       | Rezultat   | Pozycja    | Rezultat | Pozycja  | Rezultat | Pozycja |
| ------------- | -------------- | ------------- | ------------- | ---------- | ---------- | -------- | -------- | -------- | ------- |
| Bieg na 100 m | Rodman Teltull | 11.31 PB      | 16            |            |            |          |          |          |         |

### Kobiety

#### Konkurencje biegowe
| Konkurencja   | Zawodniczka       | Preeliminacje | Preeliminacje | Eliminacje | Eliminacje | Półfinał | Półfinał | Finał    | Finał   |
| Konkurencja   | Zawodniczka       | Rezultat      | Pozycja       | Rezultat   | Pozycja    | Rezultat | Pozycja  | Rezultat | Pozycja |
| ------------- | ----------------- | ------------- | ------------- | ---------- | ---------- | -------- | -------- | -------- | ------- |
| Bieg na 100 m | Rubie Joy Gabriel | 13.48 PB      | 28            |            |            |          |          |          |         |